# Маса (видавництво)
Видавництво письменників «Маса» — українське книжкове видавництво, що діяло в Києві з 1926 до 1931 року..

## Історія
Діяльність узалежнюють від літературної організації МАРС, з огляду на те, що його активні учасники належали або були близькі до цієї організації. Як свідчить листування В.Підмогильного, ідея виникла в колі письменників, пов’язаних із виданнями «Пролетарська правда», «Життя і Революція», «Глобус». Активну участь в організації взяв Валер’ян Підмогильний, що мав редакторський досвід у видавництві «Книгоспілка». Він фігурує серед керівник новоствореного видавництва. Втім засновником також називають В.Атаманюка. Головною функцією видавництва було видання творів молодих письменників.
Друк здійснювався спершу у друкарні Київської філії Книгоспілки, а згодом також трестом «Київ-Друк»
Видавнича комора 1927 року знаходилось за адресою Книгоспілки, тобто у Києві, вул. Короленка 46, а також у Харкові, Горяїнівський пр. 2 та Одесі, вул. Ласаля 12, а 1930 видавництво використовувало склад ДВУ. Як поштову адресу видавництва вказано редакцію «Пролетарської Правди» (Київ, вул. Леніна 19), від 1930 – поштову скриньку 70 у Києві.
Логотип видавництва представляв собою композицію літер назви, що або прикрашав першу сторінку обкладинки, або містився на останній її сторінці. Використовувався несистематично.

## Видавничий репертуар
Видавництво спеціалізувалося на художній літературі. Відомі твори: М.Івченка (Порваною дорогою» 1926) В.Підмогильного («Проблема хліба» 1927), М.Галич («Друкарка» 1927), Є.Плужника («Рання осінь», 1927),  О.Влизька («За всіх скажу», 1927), Б.Тенети («Листи з Криму», 1927) Д.Фальківського («Обрії» 1927). Г.Косинки («Політика» 1927), Я. Качури («Без хліба» 1927), Д.Тася («Ведмеді танцюють» 1927, «Сад» 1930),  І.Микитенка («Іду», 1927), Д.Борзяка («Під дощ», 1927), В.Поліщука («Геніальні кристали» 1927), Г.Косяченка («Віхоли» 1927), С.Скляренка («Тиха пристрасть» 1929), І.Багряного (До меж заказаних, 1929), Б.Антоненка-Давидовича («Землею українською» 1930), О.Полторацького («Людина з монбляном» 1930), В.Атаманюка («Між меж і грат», 1931 ) та ін.
У видавництві також вийшов збірники «Літературні пародії: шаржі, епіграми, акростихи, фейлетони, гуморески, афоризми й карикатури»(1927), «Сатира і гумор в українській літературі» (1930), які упорядкував В.Атаманюк. На замовлення «Книгоспілки» також було підготовлено «Антологію української поезії» (упоряд.: В. Атаманюк, Є. Плужник, Ф. Якубовський, 1930). Видання виходило з подвійними вихідними даними (30 р. зазначено Маса, 31 - Книгоспілка).
У 1930 видавництво випустило  «Оповідання» М.Гоголя у перекладі С.Васильченка, а 1931 - літературний портрет: Савченко Я. «Олекса Слісаренко».

## Оформлення видань
Перші видання оформлені лише з використанням шрифтів (червоні або чорні літери на однотонній обкладинці), окрім видання В.Поліщука «Геніальні кристали», обкладинку якої прикрашає графічна композиція, ймовірно Б.Крюкова. Він також оформлював обкладинку творів В.Атаманюка. Крім нього, з видавництвом співпрацювали художники Г.Дін, Олександр Рубан, Юрій Михайлов.